# Corregimientos de Chile
Chile era una gobernación del Imperio español cuyo territorio comprendía villas y poblados agrupados en corregimientos regidos por un corregidor, que dependía del gobernador en lo militar, político y civil, y de la Real Audiencia en lo judicial, que conocía de las apelaciones contra sus sentencias. El corregidor no era un funcionario remunerado. Las provincias se dividían en distritos, regidas por un teniente de corregidor, con asiento en un curato o parroquia.

## SigloXVI
En 1563, antes de la creación de los corregimientos, se segregó la Provincia de Tucumán, Juríes y Diaguitas para anexarla al distrito de la Real Audiencia de Charcas.
Los once primeros corregimientos en Chile fueron creados en 1568 por la Real Audiencia de Concepción, que gobernó interinamente Chile entre agosto de 1567 y agosto de 1568. Los corregimientos creados durante el siglo XVI son los siguientes:
- Angol
- Cañete
- Chillán
- Chiloé
- Coquimbo
- Cuyo
- La Concepción
- Imperial
- Osorno
- Santiago
- Valdivia
- Villarrica

En 1593 se creó el Corregimiento de Maule, subordinado al de Santiago, a cargo de Diego de Rojas. Sin embargo, su establecimiento no pudo llevarse a cabo debido a la falta de centros poblados donde establecer la administración territorial, unido a los constantes ataques indígenas, lo que recién se hizo posible en 1742 con la fundación de Talca.

## SigloXVII
Después del Desastre de Curalaba (1598), a principios del siglo XVII fueron despobladas, entre otras, las ciudades de Imperial (1600), Villarrica (1603), Valdivia y Osorno (1602), con lo cual desaparecieron las respectivas provincias o corregimientos. Angol, por su parte, fue fundada y despoblada varias veces.
Luego de ser refundada en 1645, Valdivia pasó a depender directamente del Virreinato del Perú hasta 1740, año en el cual pasó a depender nuevamente de Chile. En 1812 volvió a depender de Perú hasta que fue capturada por las fuerzas independentistas de Chile en 1821.

## SigloXVIII

Corregimientos coloniales de Chile en 1776

A principios del siglo XVIII, las provincias de la Capitanía General de Chile eran las siguientes:
- Aconcagua
- Cauquenes
- Chillán
- Chiloé*
- Colchagua
- Copiapó
- Coquimbo
- Cuyo**
- Itata
- La Concepción
- Maule
- Melipilla
- Puchacay
- Quillota
- Rere
- Rancagua
- Santiago
- Valdivia***

Notas:
* segregada de Chile en 1765.
** segregada de Chile en 1776.
*** tras ser refundada en 1645, pasó a depender directamente del Virreinato del Perú y nuevamente de Chile a partir de 1740.
En 1765 Chiloé pasó a depender del Virreinato del Perú, y se fundó San Carlos de Ancud, que fue asiento del nuevo gobernador. En 1776 se segregó la Provincia de Cuyo para incorporarla al Virreinato de la Plata, recién creado. En 1784 Chiloé fue elevado a Intendencia, dependiente del Virreinato del Perú. En 1784 el Corregimiento de Chiloé se transformó en la Intendencia de Chiloé. En 1786 se crearon las intendencias de Santiago y de Concepción. Los corregimientos o provincias se convirtieron en partidos.